# Клара (болото)
Боло́то Клара (ирл. Phortach Chlóirthigh, англ. Clara Bog) — болото площадью в 665 гектаров в графстве Оффали Ирландии, на юго-востоке от трассы R436, между деревней Балликамбер и городом Клара. С 1987 года 465 гектаров из территории болота были объявлены национальным природным заповедником (National Heritage Reserve). Бывший кандидат в объекты Всемирного наследия ЮНЕСКО в Ирландии; в 2010 году было отказано во включении из-за несоответствия критериям включения.